# Neon Trees
Neon Trees (с англ. — «Неоновые деревья») — американская рок-группа, была создана в 2005 году солистом Тайлером Гленном и гитаристом Крисом Алленом.

## История

### Начало (2005—2009)
Группа была основана в 2005 году в городе Прово, штат Юта, Тайлером Гленном и Крисом Алленом, жившими друг с другом по соседству. С приходом в группу басиста Брендена Кэмпбелла и ударницы Элейн Бредли коллектив начал активно гастролировать по штату. Дэвид Чарльз играет на гитаре во время живых выступлений и, конечно, во всех клипах группы. Все музыканты являются членами Церкви Иисуса Христа Святых последних дней. Название группе дал Крис Аллен; по его словам, его вдохновила неоновая вывеска с изображением деревьев возле ресторана сети In-N-Out Burger.
Группа получила наибольшую известность в конце 2008 года, во время турне с The Killers. Вскоре после этого лейбл Mercury Records предложил им контракт.

### АльбомHabitsи последующий успех (2010—2011)
В 2010 году, после заключения контракта с Mercury Records, группа выпустила дебютный студийный альбом Habits. Их первый сингл «Animal» поднялся на 13-е место в хит-параде Billboard Hot 100 и на первое место в чарте альтернативного рока. Кроме сингла, внимание публики также привлекло исполнение песни Джастина Бибера «Baby» и «Stand by Me» Бена Кинга.

### АльбомPicture Show(2011—2014 )
11 ноября 2011 года группа приступила к работе над альбомом Picture Show. 7 декабря 2011 года журнал Rolling Stone опубликовал статью об очередном сингле «Everybody Talks». 11 февраля на Youtube появился официальный клип. В марте 2012 года сингл «Everybody Talks» был показан в рекламе Buick Verano. Также в августе 2012 года группа отправилась в тур с Twenty One Pilots и Walk the Moon.

### АльбомPop Psychology(2014—н.в.)
22 апреля 2014 года был выпущен альбом Pop Psychology.

## Состав группы
- Крис Аллен — гитара, вокал
- Тайлер Гленн — лидер-вокал, фортепиано, синтезатор, клавишные
- Бренден Кэмпбэлл — бас-гитара, вокал
- Элейн Бредли — ударные, электробарабаны, вокал
- Дэвид Чарльз — сессионный гитарист.